# Morpho lathyi
Morpho lathyi är en fjärilsart som beskrevs av James John Joicey och Talbot 1922. Morpho lathyi ingår i släktet Morpho och familjen praktfjärilar. Inga underarter finns listade i Catalogue of Life.